# 金子親範
金子 親範（かねこ ちかのり）は、平安時代末期から鎌倉時代初期にかけての武将。金子家範の子。通称・余一。近範とも表記される。

## 経歴
初め、畠山重忠・河越重頼・江戸重長とともに衣笠城の三浦義明を攻め滅ぼした（衣笠城合戦）が、後に源頼朝に降った。屋島の戦いでは、平盛嗣の鎧の胸板を弓で打ち抜いた故事で知られている。
武蔵国入間郡を拠点とし、現在の埼玉県入間市仏子に居館があったと伝えられている。